# クリスティナ・スカルラト
クリスティナ・スカルラト（ルーマニア語: Cristina Scarlat、1981年3月3日 - ）は、モルドヴァ共和国の歌手である。

## 経歴
1981年3月3日にキシナウで生まれる。
2001年にモルドヴァの音楽祭「クリザンテーマ・デ・アルジント（Crizantema de Argint、銀の菊）」で優勝、同年にはルーマニア・トゥルゴヴィシュテの音楽祭「クリザンテーマ・デ・アウル（Crizantema de Aur、金の菊）」で3位に入賞する。2003年にはロシア・オリョールのスラヴャンスキー・ズヴェズダ（Славянская Звезда）で3位、2011年秋にはベラルーシ・ヴィーツェプスクの音楽祭・ヴィーツェプスク・スラヴャンスキー・バザールで3位入賞を果たすなど、数多くの音楽祭に出場する。
ポップ音楽スタジオ「STAR-TY」のヴォーカル・コーチを務め、2009年には代表者に就任する。

## ユーロビジョン・ソング・コンテスト
ユーロビジョン・ソング・コンテスト2014のモルドヴァ共和国代表選考に出場して「Wild Soul」を歌い、2014年3月15日の決勝では審査員票で首位、視聴者票で2位、総合順位で1位となったため、同国代表に選出された。これにより、2014年5月にデンマーク・コペンハーゲンで行われるユーロビジョン・ソング・コンテスト2014に出場する
これ以前に2度、ユーロビジョン・ソング・コンテストのモルドヴァ代表選考に挑戦している。1度目は2011年で「Every day will be your day」を歌い結果は3位、2度目は2013年で「I Pray」を歌い結果は12位であった。